# Don't Explain
Don't Explain é um álbum cover do guitarrista de blues-rock estadunidense Joe Bonamassa com a cantora Beth Hart.
Este álbum é o primeiro da parceria entre os músicos. Também é o décimo álbum de estúdio de Joe Bonamassa, e o sexto da Beth Hart.
| Críticas profissionais                                                      | Críticas profissionais |
| Avaliações da crítica                                                       | Avaliações da crítica  |
| Fonte                                                                       | Avaliação              |
| --------------------------------------------------------------------------- | ---------------------- |
| Allmusic                                                                    | [ 1 ]                  |
| Esta tabela precisa de ser acompanhada por texto em prosa. Consulte o guia. |                        |

## Faixas
1. Sinner's Prayer - 4:27
2. Chocolate Jesus - 2:39
3. Your Heart Is as Black as Night - 5:00
4. For My Friends - 4:11
5. Don't Explain - 4:34
6. I'd Rather Go Blind - 8:06
7. Something's Got a Hold on Me - 6:05
8. I'll Take Care of You - 5:13
9. Well, Well - 3:42
10. Ain't No Way - 6:47

## Paradas Musicais
| Parada Musical (2011)     | Performance |
| ------------------------- | ----------- |
| UK Albums Chart           | #22         |
| German Albums Chart       | #17         |
| Austrian Albums Chart     | #32         |
| Swiss Albums Chart        | #50         |
| US Billboard Albums Chart | #120        |
| Danish Albums Chart       | #3          |
| French Albums Chart       | #102        |
| Dutch Albums Chart        | #9          |
| Norwegian Albums Chart    | #12         |
| Swedish Albums Chart      | #25         |

### Final de Ano
| Parada Musical (2011) | Posição | Ref.  |
| --------------------- | ------- | ----- |
| Danish Albums Chart   | 84      | [ 2 ] |